# Daisuke Nishikawa
Daisuke Nishikawa (japanska: 西川 大輔) född den 2 juni 1970 i Osaka, Japan, är en japansk gymnast.
Han tog OS-brons i lagmångkampen i samband med de olympiska gymnastiktävlingarna 1992 i Barcelona. Han tog även OS-brons i samma gren i samband med de olympiska gymnastiktävlingarna 1988 i Seoul.